# Pankivka, Bilokurakîne
Pankivka (în ucraineană Паньківка) este un sat în comuna Neșceretove din raionul Bilokurakîne, regiunea Luhansk, Ucraina.

## Demografie
Componența lingvistică a localității Pankivka
     Ucraineană (95,66%)
     Rusă (4,01%)
     Alte limbi (0,33%)
Conform recensământului din 2001, majoritatea populației localității Pankivka era vorbitoare de ucraineană (95,66%), existând în minoritate și vorbitori de rusă (4,01%).